# (27008) 1998 FW2
(27008) 1998 FW2 est un astéroïde de la ceinture principale découvert en 1998.

## Description
(27008) 1998 FW2 a été découvert le 20 mars 1998 à Flagstaff USNO, situé près de la ville de Flagstaff en Arizona (États-Unis), par Christian B. Luginbuhl.

### Caractéristiques orbitales
L'orbite de cet astéroïde est caractérisée par un demi-grand axe de 2,77 UA, un périhélie de 2,58 UA, une excentricité de 0,07 et une inclinaison de 2,06° par rapport à l'écliptique. Du fait de ces caractéristiques, à savoir un demi-grand axe compris entre 2 et 3,2 UA et un périhélie supérieur à 1,666 UA, il est classé, selon la JPL Small-Body Database, comme objet de la ceinture principale.

### Caractéristiques physiques
(27008) 1998 FW2 a une magnitude absolue (H) de 14,4 et un albédo estimé à 0,375.